# 배하은
배하은(1991년 ~)은 대한민국의 가수다. 2016년 싱글 《아바 아버지》로 데뷔했다.

## 방송
- 씨씨엠스타 4 (2016) - 대상

## 음반
- 아바 아버지 (2016)
- 예수 소망 (CCM STAR 시즌4) (2016)
- 내가 주를 예배합니다 (2017)
- 그분이 예수요 (2018)
- 하나님은 사랑이시니 (2018)
- the Grace (2018)